# Skånska Dagbladet

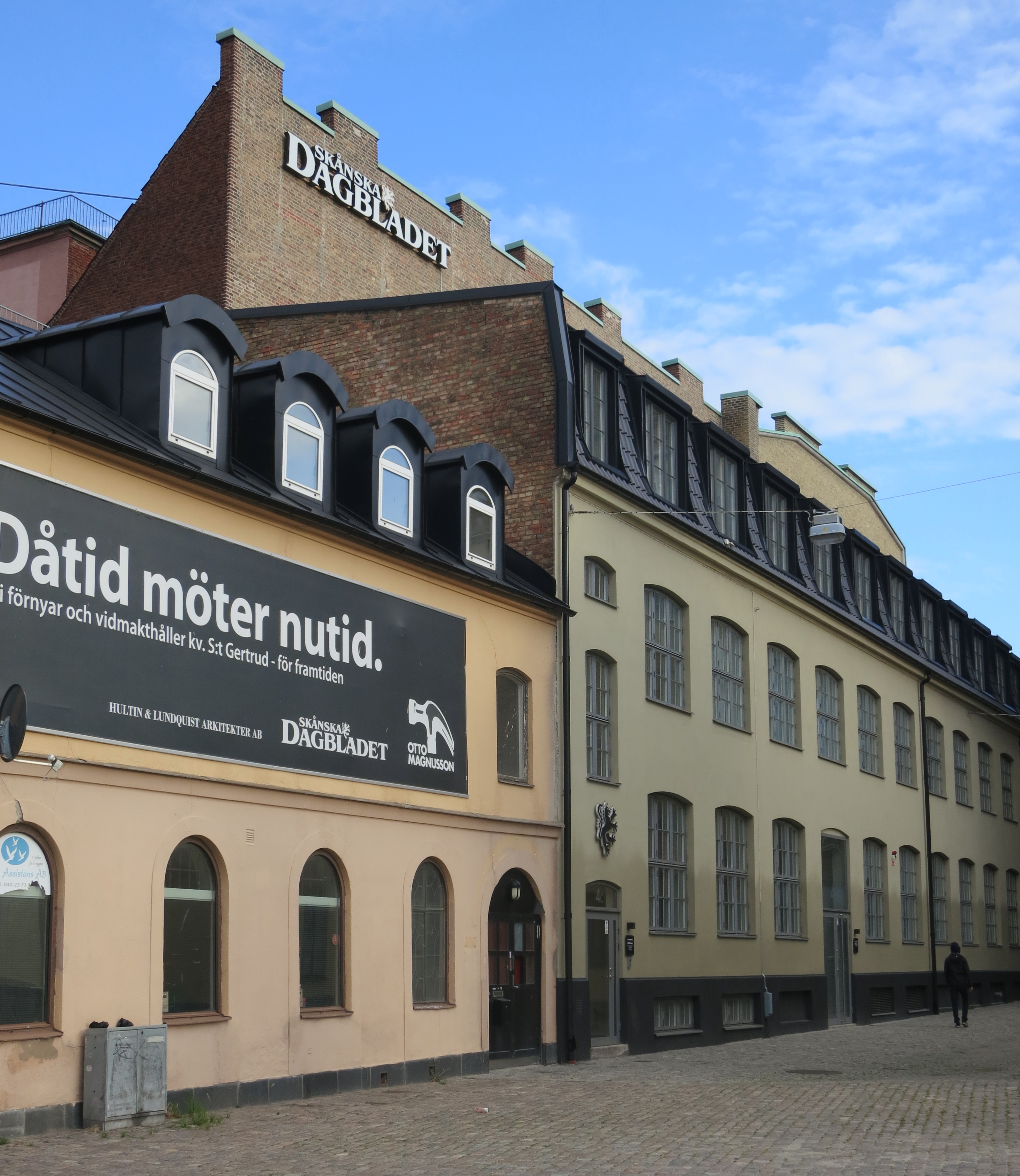
Skånska Dagbladet, Malmö (2014)

Skånska Dagbladet (Schonisches Tagblatt) ist eine südschwedische Tageszeitung.
Sie wird an sieben Tagen der Woche in Schonen herausgegeben und hat eine Auflage von etwa 40.000 Exemplaren. Neben dem Hauptsitz in Malmö bestehen weitere zwölf Lokalredaktionen in der Provinz, was den lokalen Anspruch der Zeitung unterstreicht. Chefredakteur ist Jan A. Johansson.
Hauptkonkurrenten auf dem Zeitungsmarkt sind die Sydsvenskan und die Gratiszeitung Metro.